# Navalagamella
Navalagamella est une commune espagnole située dans la communauté de Madrid.

## Géographie

### Situation
La commune est située dans l'ouest de la communauté de Madrid et occupe un territoire de 76,05 km2.